# The River of Water/A House Is Not a Motel
The River of Water/A House Is Not a Motel è il primo singolo discografico degli Yo La Tengo, pubblicato negli USA nel 1985.

## Tracce
1. The River of Water – 2:27 (musica: Ira Kaplan)
2. A House Is Not a Motel (cover del brano dei Love) – 3:40 (Arthur Lee)

## Formazione
Gruppo
- Ira Kaplan: chitarra e voce
- Georgia Hubley: batteria
- Dave Rick: basso
- Dave Schramm: steel guitar, slide guitar

Altri musicisti
- Mike Tchang: sax tenore
- Chris Nelson: trombone